# BugAboo
bugAboo（バガブー、朝: 버가부）は、韓国の6人組ガールズグループである。2021年10月25日に1stシングル『bugAboo』でデビューし、2022年12月8日に解散を発表した。A team所属。

## 概要
グループ名の『bugAboo』は、辞書的な意味で“いないいないばぁ”“ワッ”と驚かせる想像の中の怖くて恐ろしい存在という意味で、「世の中を驚かせる存在になって、心の中の怖くて恐ろしい存在を、一緒に克服して夢を叶えよう」という意味が込められている。公式ファンダム名はRAINBOO（レインブー、朝: 레인부）。

## 略歴
2021年5月30日、A Teamの代表であるライアン・チョンのインタビューにて「本来は2020年にデビューする予定であったものの、新型コロナウイルスの影響がありデビューが延期になってしまったPRODUCE 48に出演したウンチェとチョヨンが所属するAチームドリーム（仮）が今秋にデビュー予定である」と発言。9月1日、公式SNSを通じてロゴ映像とデビュー予告映像が公開され、2日から4日にかけてチョヨン、ユウナ、レイニ、ジイン、ウンチェ、シアンの順にメンバーが公開された。
2021年10月25日、グループ名と同名の『bugAboo』でデビュー。同日デビューショーケースが開催された。
2022年6月13日、2ndシングル『POP』をリリース。同日発売記念ショーケースを開催。
2022年12月8日、所属事務所のA teamエンターテイメントが解散を発表した。

## メンバー
| 名前                  | 本名               | 本名         | 本名     | 本名         | 生年月日               | 出身地                        | 備考                                               |
| 名前                  | かな表記           | ハングル     | 漢字表記 | ローマ字     | 生年月日               | 出身地                        | 備考                                               |
| --------------------- | ------------------ | ------------ | -------- | ------------ | ---------------------- | ----------------------------- | -------------------------------------------------- |
| ウンチェ EUNCHAE 은채 | ソン・ウンチェ     | 손은채       | 孫銀彩   | Sohn Eunchae | 1999年10月6日（25歳）  | 大韓民国 慶尚北道 浦項市 北区 | - PRODUCE 48に出演。                               |
| ユウナ YOONA 유우나   | おぐらゆうな       | 오구라유우나 | 小倉優菜 | Ogura Yuna   | 2000年10月13日（24歳） | 日本 北海道 札幌市            |                                                    |
| レイニ RAINIE 레이니  | チュー・チンユィー | -            | 朱晴渝   | Chu Chingyu  | 2000年11月16日（24歳） | 中華民国（台湾） 台北市       | - 元子役。 - A.O.ENTERTAINMENT移籍後PRIMROSEに加入 |
| シアン CYAN 시안      | イ・チェウン       | 이채은       |          | Lee Chaeeun  | 2001年4月4日（24歳）   | 大韓民国 京畿道 軍浦市        |                                                    |
| チョヨン CHOYEON 초연 | キム・チョヨン     | 김초연       |          | Kim Choyeon  | 2001年8月1日（23歳）   | 大韓民国 全羅南道 和順郡      | - リーダー - PRODUCE 48に出演。                    |
| ジイン ZIN 지인       | ジン・ヒョンビン   | 진현빈       |          | Jin Hyunbin  | 2001年8月30日（23歳）  | 大韓民国 仁川広域市 西区      |                                                    |

## ディスコグラフィ

### シングルアルバム
| No. | タイトル                   | 収録曲                                          |
| --- | -------------------------- | ----------------------------------------------- |
| 1st | bugAboo （2021年10月25日） | 1. bugAboo 2. All Night Play 3. bugAboo (Inst.) |
| 2nd | POP （2022年6月13日）      | 1. POP 2. Easy Move 3. POP (Inst.)              |

### ミュージックビデオ
| 年     | タイトル        |
| ------ | --------------- |
| 2022年 | - bugAboo - POP |